# Gemmula hindsiana
Gemmula hindsiana is een slakkensoort uit de familie van de Turridae. De wetenschappelijke naam van de soort is voor het eerst geldig gepubliceerd in 1958 door Berry.